# Bandera de Sant Hipòlit de Voltregà
La bandera oficial de Sant Hipòlit de Voltregà té la descripció següent:
Bandera apaïsada, de proporcions dos d'alt per tres de llarg, amb quatre faixes iguals, blanca la superior, blava clara la segona, groga la tercera i negra la quarta.

## Història
Es va aprovar el 21 d'octubre del 1998 i fou publicada al DOGC núm. 2766 l'11 de novembre del mateix any. Els seus colors es basen en els elements que constitueixen l'escut heràldic de la localitat.